# Gustavo Rojas Pinilla
Gustavo Rojas Pinilla (Tunja, 12 marzo 1900 – Melgar, 17 gennaio 1975) è stato un politico e generale colombiano.
È stato Presidente della Colombia dal giugno 1953 al maggio 1957.

## Biografia
Dal dicembre 1949 all'agosto 1950 fu ministro delle poste e telegrafi sotto la presidenza di Mariano Ospina Pérez. Presidente della Colombia dal 1953 al 1957, come comandante generale delle forze armate guidò l'insurrezione militare che nel 1953 estromise dal potere il dittatore Laureano Gómez Castro. A sua volta Rojas Pinilla diede un'impronta altrettanto dittatoriale al suo governo che ebbe fine con la sua deposizione dalla carica da una giunta militare che nel maggio 1957 prese il controllo del Paese. Dopo aver passato un periodo in Spagna, tornò alla politica colombiana nei primi anni '70 con la Alleanza Nazionale Popolare.